# Machimus mirandus
Machimus mirandus är en tvåvingeart som beskrevs av Pavel Lehr 1981. Machimus mirandus ingår i släktet Machimus och familjen rovflugor.
Artens utbredningsområde är Tadzjikistan. Inga underarter finns listade i Catalogue of Life.